# Sirivanakarnius
Sirivanakarnius é um subgénero do Género Culex, pertencente à família Culicidae.